# Cerro Millu Jakke
Cerro Millu Jakke är ett berg i Bolivia.   Det ligger i departementet La Paz, i den centrala delen av landet, 300 km nordväst om huvudstaden Sucre. Toppen på Cerro Millu Jakke är 3 918 meter över havet.
Terrängen runt Cerro Millu Jakke är kuperad åt sydost, men åt nordväst är den bergig. Terrängen runt Cerro Millu Jakke sluttar norrut. Runt Cerro Millu Jakke är det glesbefolkat, med 12 invånare per kvadratkilometer.. Närmaste större samhälle är Yaco, 16,8 km öster om Cerro Millu Jakke.
Trakten runt Cerro Millu Jakke består i huvudsak av gräsmarker.